# Coenagrion hylas ssp. freyi
Coenagrion hylas ssp. freyi је инсект из реда Odonata и фамилије Coenagrionidae. 

## Угроженост
Ова врста се сматра рањивом у погледу угрожености врсте од изумирања.

## Распрострањење
Ареал врсте је ограничен на мањи број држава. 
Врста има станиште у Русији, Јапану, Аустрији и Немачкој.

## Станиште
Станишта врсте су планине, мочварна и плавна подручја, језера и језерски екосистеми, речни екосистеми и слатководна подручја. 
Врста је присутна у Европи на планинском венцу Алпа. 